# رنو هند
رنو هند (انگلیسی: Renault India Private Limited) زیرمجموعه‌ای از شرکت رنوی فرانسه است که به‌طور کامل مالکیت آن را تحت اختیار دارد. رنو هند در سال ۲۰۰۵ تأسیس شد و اکثر تولیدات خود را در شهر چنای انجام می‌دهد. این شرکت تا به‌حال تعدادی از محصولات ارزان‌تر رنو را مثل داستر، لاجی، کوئید، ترایبر و کپچر را انجام داده‌است.